# Under the Skin (film 2013)
Under the Skin è un film di fantascienza del 2013 diretto da Jonathan Glazer, vagamente basato sul romanzo del 2000 Sotto la pelle di Michel Faber, e con protagonista Scarlett Johansson.
Under the Skin è stato acclamato per la performance di Johansson, la regia di Glazer e la colonna sonora di Mica Levi. Ha ricevuto numerosi riconoscimenti, è stato incluso in molte liste dei migliori film del decennio ed è stato classificato al 61º posto nella lista de I 100 migliori film del XXI secolo secondo la BBC. È stato un fallimento al botteghino, incassando circa 7 milioni di dollari con un budget di 13,3 milioni di dollari.

## Trama
A Glasgow, un motociclista recupera il cadavere di una giovane donna sul ciglio di una strada e lo porta all'interno di un furgone vicino, dove una giovane donna nuda prende i suoi vestiti. Dopo aver acquistato vestiti e cosmetici in un centro commerciale, la ragazza inizia a guidare il furgone attraverso la Scozia, chiedendo indicazioni e seducendo vari uomini incontrati per strada; una volta sedotti, i vari adulti vengono condotti in un ambiente onirico in cui, immersi in una sostanza nera, vengono intrappolati e poi l'interno dei loro corpi (organi, ossa e liquidi vitali) viene assorbito. Questa è la "missione" della ragazza e, ad aiutarla, c'è un altro uomo, il motociclista di cui sopra.
La ragazza, Laura, questo è il suo nome, è fredda e cinica: sembra non provare emozioni né avere alcun sentimento nei confronti delle sue vittime, seducendoli con il suo fascino e fingendosi cordiale con loro; quando assiste su una spiaggia all'annegamento di una coppia e al tentativo di soccorso portato da un nuotatore, uccide quest'ultimo e porta via il suo corpo, lasciando il figlio piccolissimo della coppia solo davanti al mare in tempesta. Successivamente il complice di Laura, il motociclista, elimina tutte le tracce della presenza del nuotatore.
Le cose cambiano quando incontra un ragazzo deforme, affetto da neurofibromatosi e quindi ignorato da tutti (donne comprese) a causa del suo volto deforme, che la tocca nel profondo. Lo porta nel solito posto ma poi, probabilmente colta da pietà, lo aiuta a fuggire e interrompe la sua "missione". Con questa esperienza la ragazza diviene emotivamente sensibile e ciò la porta a sperimentare sensazioni che sembrano per lei nuove (ammira la nebbia, assaggia un pezzo di torta, valuta più attentamente il suo viso e il suo corpo nudo allo specchio, si avventura in un castello abbandonato, si fa baciare volontariamente e tenta di copulare con un uomo che si presta ad aiutarla, benché la sua anatomia imperfetta sembra impedire la penetrazione).
Confusa e provata, Laura scappa nei boschi e si rintana in un rifugio per escursionisti, dove viene trovata da un taglialegna: questo tenta di violentarla e la ragazza si difende. Nella colluttazione, l'uomo le lacera i vestiti e (per errore) la pelle umana, rivelando così che si tratta di un’aliena con la pelle nera; l'uomo fugge, apparentemente spaventato, ma mentre Laura si districa dalla sua pelle, ritorna con una tanica di benzina e le dà fuoco. L'aliena muore bruciata nella foresta.
Alla fine, l'aiutante alieno di Laura, ovvero il motociclista, influenzato dalle sensazioni provate da lei (tramite la loro empatia e telepatia), ammira una tempesta di neve in cima a una montagna.

## Produzione

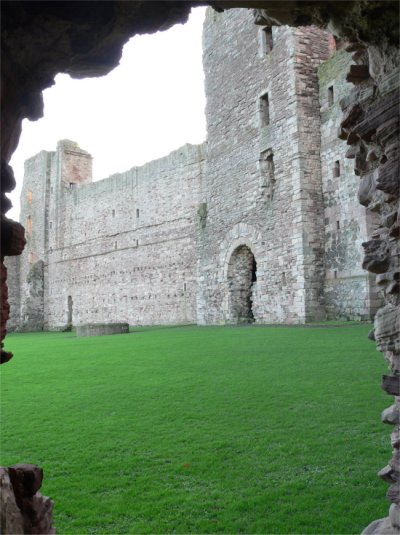
Alcune scene furono girate al castello di Tantallon, nell'East Lothian.

Il regista Jonathan Glazer decise di adattare il romanzo di Michel Faber Under the Skin (2000) subito dopo aver concluso il suo primo film, Sexy Beast - L'ultimo colpo della bestia (2000), ma non iniziò a lavorare sul progetto sino alla conclusione del suo film successivo, Birth - Io sono Sean (2004).
Molte delle sequenze in cui Laura chiede indicazioni stradali sono state girate con una telecamera nascosta nel furgone; Johansson recitava regolarmente, mentre i ragazzi partecipi di queste candid camera non sapevano di essere ripresi.

## Distribuzione
Il primo trailer del film venne diffuso online il 2 settembre 2013, mentre l'indomani il film venne proiettato in concorso al Festival di Venezia 2013.
Il film è stato distribuito in un numero limitato di copie nelle sale americane a partire dal 4 aprile 2014, mentre nelle sale italiane è stato distribuito dalla BiM a partire dal 28 agosto 2014.

## Accoglienza

### Incassi
A fronte di un budget di $ 13,3 milioni, il film ha incassato solamente 7494387 $ in tutto il mondo, deludendo ampiamente le attese.

### Critica
Su Rotten Tomatoes il film ha una valutazione di approvazione dell'84%, sulla base delle recensioni di 261 critici e una media di 7,9/10. Il consenso critico del sito web afferma "Il suo messaggio può rivelarsi inafferrabile per alcuni, ma con immagini assorbenti e una performance ipnotizzante di Scarlett Johansson, Under the Skin è un'esperienza visiva inquietante". Su Metacritic il film ha un punteggio di 83 su 100 basato su 48 recensioni, indicando "recensioni generalmente favorevoli". Under the Skin ha inoltre ricevuto candidature a numerosi riconoscimenti cinematografici ed è stato nominato uno dei migliori film dell'anno e del decennio da diverse pubblicazioni.

## Riconoscimenti
- 2015 - Premio BAFTA
  - Candidatura al Miglior film britannico
  - Candidatura Migliore colonna sonora a Mica Levi
- 2013 - Mostra internazionale d'arte cinematografica di Venezia
  - Candidatura Leone d'oro al Miglior film
  - Candidatura Leone d'argento - Gran premio della giuria a Jonathan Glazer
  - Candidatura Premio speciale della giuria a Jonathan Glazer
- 2013 - British Independent Film Awards
  - Candidatura Miglior regista a Jonathan Glazer
  - Candidatura Miglior attrice a Scarlett Johansson
  - Candidatura Miglior contributo tecnico a Johnnie Burn per il sonoro
  - Candidatura Miglior contributo tecnico a Mica Levi per la musica
- 2014 - Chicago Film Critics Association Awards
  - Miglior colonna sonora originale a Mica Levi
  - Candidatura al Miglior film
  - Candidatura Migliore attrice a Scarlett Johansson
  - Candidatura Migliore sceneggiatura non originale a Walter Campbell

- 2015 - Independent Spirit Awards
  - Candidatura al Miglior film straniero
- 2014 - European Film Awards
  - Miglior colonna sonora a Mica Levi
- 2014 - Gotham Independent Film Awards
  - Candidatura al Miglior film
  - Candidatura Miglior attrice a Scarlett Johansson
  - Candidatura Premio del pubblico
- 2015 - Empire Award[11]
  - Candidatura al Miglior film britannico
  - Candidatura al Miglior horror
- 2013 - Coppa Volpi
  - Candidatura Migliore interpretazione femminile a Scarlett Johansson
- 2013 - Premio Osella
  - Candidatura Migliore sceneggiatura a Walter Campbell
- 2013 - Premio Marcello Mastroianni
  - Candidatura
- 2015 - National Society of Film Critics
  - Candidatura Miglior attrice a Scarlett Johansson